# Castanopsis harmandii
Castanopsis harmandii är en bokväxtart som beskrevs av Paul Robert Hickel och Aimée Antoinette Camus. Castanopsis harmandii ingår i släktet Castanopsis och familjen bokväxter.
Artens utbredningsområde är Laos. Inga underarter finns listade.